# کنار هم (ترانه)
کنار هم یا کنار تو (انگلیسی: SIde by Side) تک‌آهنگی از خوانندۀ اهل چین دی‌ایت است که در ۱ آوریل ۲۰۲۱ توسط پلدیس انترتینمنت منتشر شد.